# Tyras

Tyras et les autres colonies grecques de la côte nord de la Mer Noire au

Tyras est une colonie grecque de Milet, probablement fondée vers -600 sur un promontoire du liman du fleuve Tyras. Le gouvernement antique était assuré par cinq archontes, un sénat et une assemblée populaire. Le type de ses pièces suggère qu'elle faisait le commerce du blé, du vin et du poisson. Les quelques inscriptions découvertes concernent aussi principalement le commerce.

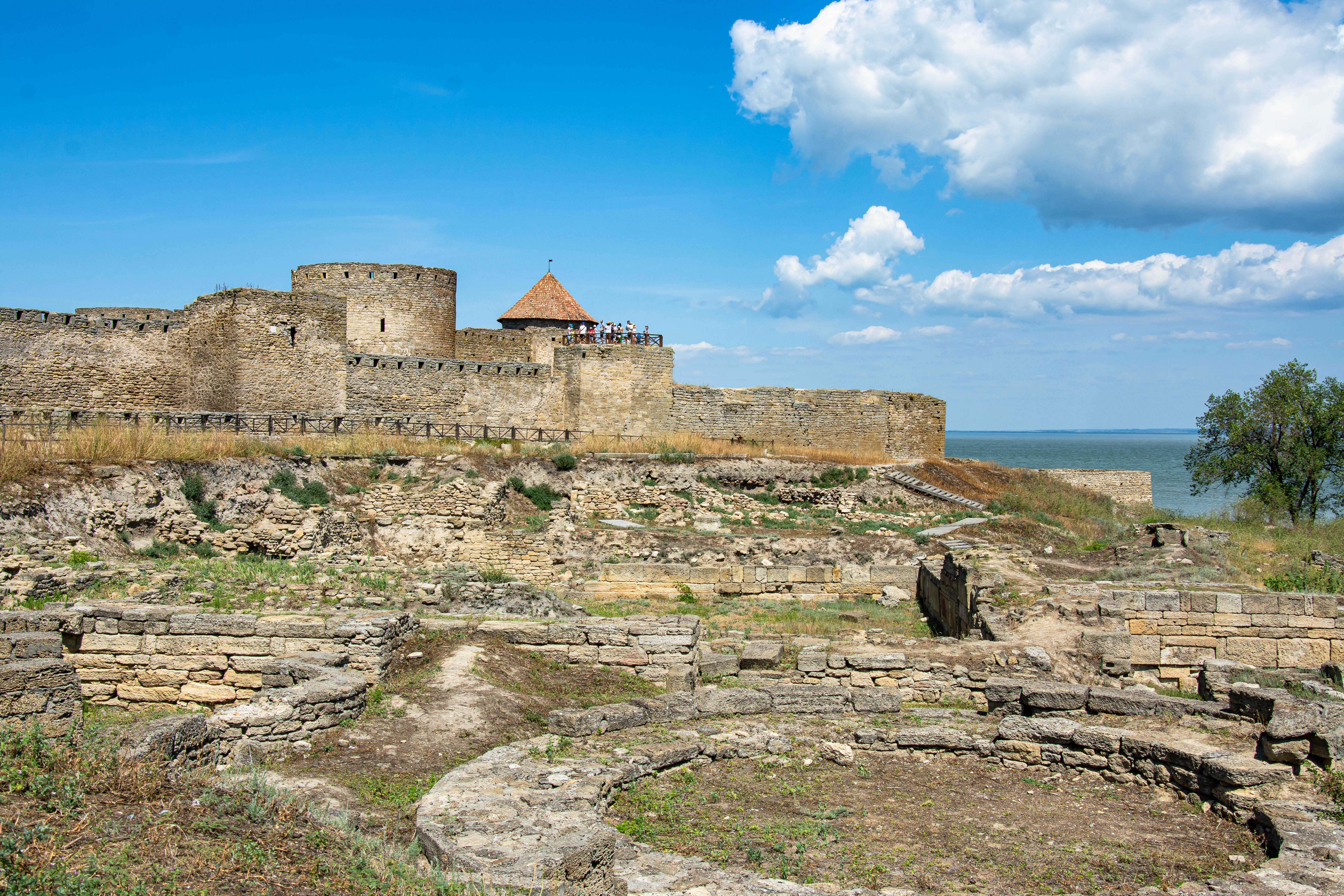
Tyras : les ruines au bord du liman.

Modeste à ses débuts, elle est intégrée en -334 au domaine macédonien par le général Zopyrion, puis accepte au IIe siècle av. J.-C. la suzeraineté de rois daces dont les noms apparaissent sur ses pièces. Elle fit partie du royaume de Burebista en -82, du royaume pontique de Dejotaros en -47, puis, après avoir été assiégée et prise, de l'Empire romain qui la reconstruit et agrandit en 56 apr. J.-C. pour l'intégrer dans sa province de Mésie inférieure. On y a trouvé plusieurs pièces avec des têtes d'empereurs, de Domitien à Alexandre Sévère. À la fin du règne de ce dernier, elle fut détruite par les Goths, mais relevée par l'Empire romain d'orient.
Tyras, dépendant de l'Empire byzantin, devient non seulement une escale et un arsenal de la marine impériale, mais aussi un lieu de contacts et d'échanges entre les Byzantins, les Slaves et les Varègues. Byzance entretient ce poste avancé positionné à l'embouchure du Tyras, permettant de contrôler l'un des points essentiels la route de l'ambre baltique et de négocier d'éventuelles paix ou alliances avec les peuples des steppes et les Varègues avant qu'ils ne parviennent sous les murs de Constantinople.
Un hiatus de quelques décennies dans l'existence de la ville suit sa prise par les Mongols et les Tatars en 1221, qui s'est traduite, semble-t-il, par un saccage total et un incendie. Toutefois, les habitants, probablement réfugiés dans les limans proches, dans les marais forestiers des bouches du Danube ou même à Constantinople, sont ensuite revenus commercer avec les Tatars qui appelaient la cité Tourla. Reprise par les Byzantins, qui l'appelaient alors Mavrokastro (ce qui semble indiquer qu'elle avait brûlé, car Mavrokastro signifie en grec « forteresse noire »), elle fut concédée aux Gênois en 1315. Elle réapparaît alors dans l'histoire sous le nom de Montecastro, qui devient en 1359 le principal port de la Principauté de Moldavie.
Son site antique, difficilement accessible, se trouve sous la grande forteresse médiévale moldave de Cetatea Albă, ou Ak-Kerman pour les Turcs (les deux noms signifient « forteresse blanche », à la suite de la reconstruction, qui a d'ailleurs réutilisé une grande partie des pierres antiques).